# Coulombs (Calvados)
Pour les articles homonymes, voir Coulombs.
Coulombs (prononcé [kulɔ̃]) est une ancienne commune française, située dans le département du Calvados en région Normandie. Elle fait partie de la commune nouvelle de Moulins-en-Bessin.

## Géographie
La commune est à l'est du Bessin. Son bourg est à 4,5 km au sud de Creully, à 11 km au nord-est de Tilly-sur-Seulles, à 12 km à l'est de Bayeux et à 19 km au nord-ouest de Caen.
| Rucqueville         | Saint-Gabriel-Brécy      | Saint-Gabriel-Brécy      |
| Martragny           | Coulombs                 | Cully                    |
| Carcagny, Loucelles | Sainte-Croix-Grand-Tonne | Sainte-Croix-Grand-Tonne |

## Toponymie
Le nom de la localité est attesté sous la forme Coulon en 1138. Le toponyme est issu du latin columba, « colombe », « pigeon », par l'ancien français coulomb et évoquerait donc un élevage de columbidés.

## Histoire
L'église Saint-Vigor de Coulombs appartenait en partie à l'abbaye d'Ardenne et en partie au prieuré de Saint-Vigor-le-Grand. La seigneurie appartenait aux Percy.
Le 1er janvier 2017, la commune est incorporée à la commune nouvelle de Moulins en Bessin et devient une commune déléguée. À la suite de l'arrêté préfectoral du 16 janvier 2019, le nom de la commune est graphié Moulins-en-Bessin et les communes déléguées sont supprimées au 1er janvier 2019.

## Politique et administration
| Période                                  | Période       | Identité      | Étiquette | Qualité                 |
| ---------------------------------------- | ------------- | ------------- | --------- | ----------------------- |
| Les données manquantes sont à compléter. |               |               |           |                         |
| mars 1965                                | mars 1977     | Marcel Renaud |           |                         |
| mars 1977                                | mars 2014     | Roger Groult  | SE        | Agriculteur             |
| mars 2014                                | décembre 2016 | Régis Saint   | SE        | Technicien de lancement |

Le conseil municipal était composé de onze membres dont le maire et deux adjoints.

## Démographie
L'évolution du nombre d'habitants est connue à travers les recensements de la population effectués dans la commune depuis 1793. À partir du 1er janvier 2009, les populations légales des communes sont publiées annuellement dans le cadre d'un recensement qui repose désormais sur une collecte d'information annuelle, concernant successivement tous les territoires communaux au cours d'une période de cinq ans. 
Pour les communes de moins de 10 000 habitants, une enquête de recensement portant sur toute la population est réalisée tous les cinq ans, les populations légales des années intermédiaires étant quant à elles estimées par interpolation ou extrapolation. Pour la commune, le premier recensement exhaustif entrant dans le cadre du nouveau dispositif a été réalisé en 2004,.
En 2018, la commune comptait 459 habitants, en évolution de +11,68 % par rapport à 2013 (Calvados : +1,58 %, France hors Mayotte : +2,49 %).
Coulombs a compté jusqu'à 394 habitants en 1836.
| 1793 | 1800 | 1806 | 1821 | 1831 | 1836 | 1841 | 1846 | 1851 |
| ---- | ---- | ---- | ---- | ---- | ---- | ---- | ---- | ---- |
| 336  | 391  | 328  | 345  | 374  | 394  | 357  | 357  | 364  |

| 1856 | 1861 | 1866 | 1872 | 1876 | 1881 | 1886 | 1891 | 1896 |
| ---- | ---- | ---- | ---- | ---- | ---- | ---- | ---- | ---- |
| 349  | 361  | 342  | 331  | 295  | 228  | 215  | 220  | 202  |

| 1901 | 1906 | 1911 | 1921 | 1926 | 1931 | 1936 | 1946 | 1954 |
| ---- | ---- | ---- | ---- | ---- | ---- | ---- | ---- | ---- |
| 179  | 169  | 172  | 166  | 193  | 191  | 195  | 189  | 177  |

| 1962 | 1968 | 1975 | 1982 | 1990 | 1999 | 2004 | 2009 | 2014 |
| ---- | ---- | ---- | ---- | ---- | ---- | ---- | ---- | ---- |
| 189  | 176  | 171  | 176  | 185  | 246  | 280  | 307  | 424  |

| 2018 | - | - | - | - | - | - | - | - |
| ---- | - | - | - | - | - | - | - | - |
| 459  | - | - | - | - | - | - | - | - |

## Lieux et monuments
- Église Saint-Vigor (XIIe siècle), abritant la dalle funéraire de Robert de Percy du XIVe, une peinture murale du XIVe, deux tableaux des XVIIe et XVIIIe siècles et un retable du XVIIe classés à titre d'objets aux Monuments historiques[14].
- La Baronnie, demeure du XVIIe siècle.

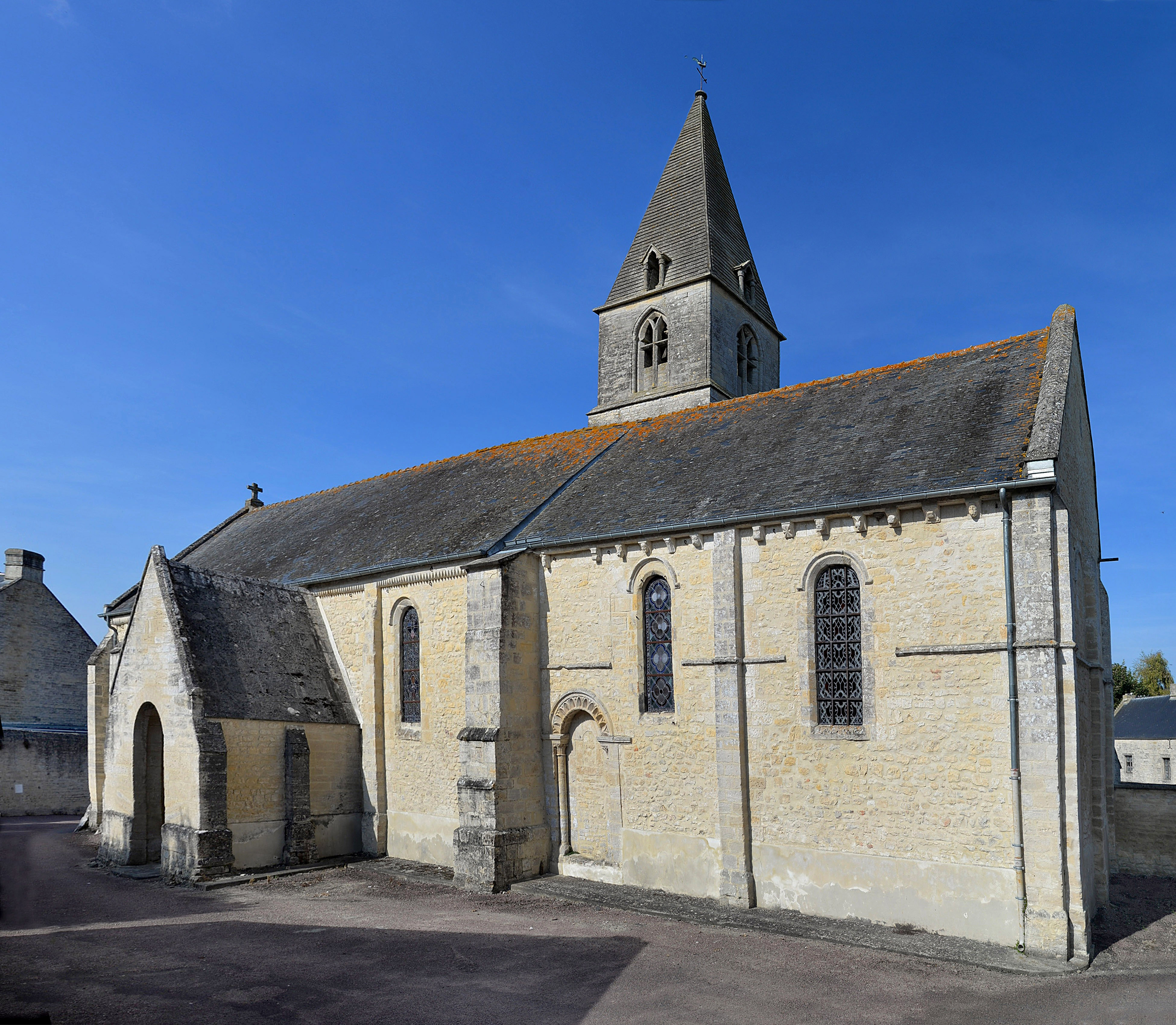
L'église Saint-Vigor.
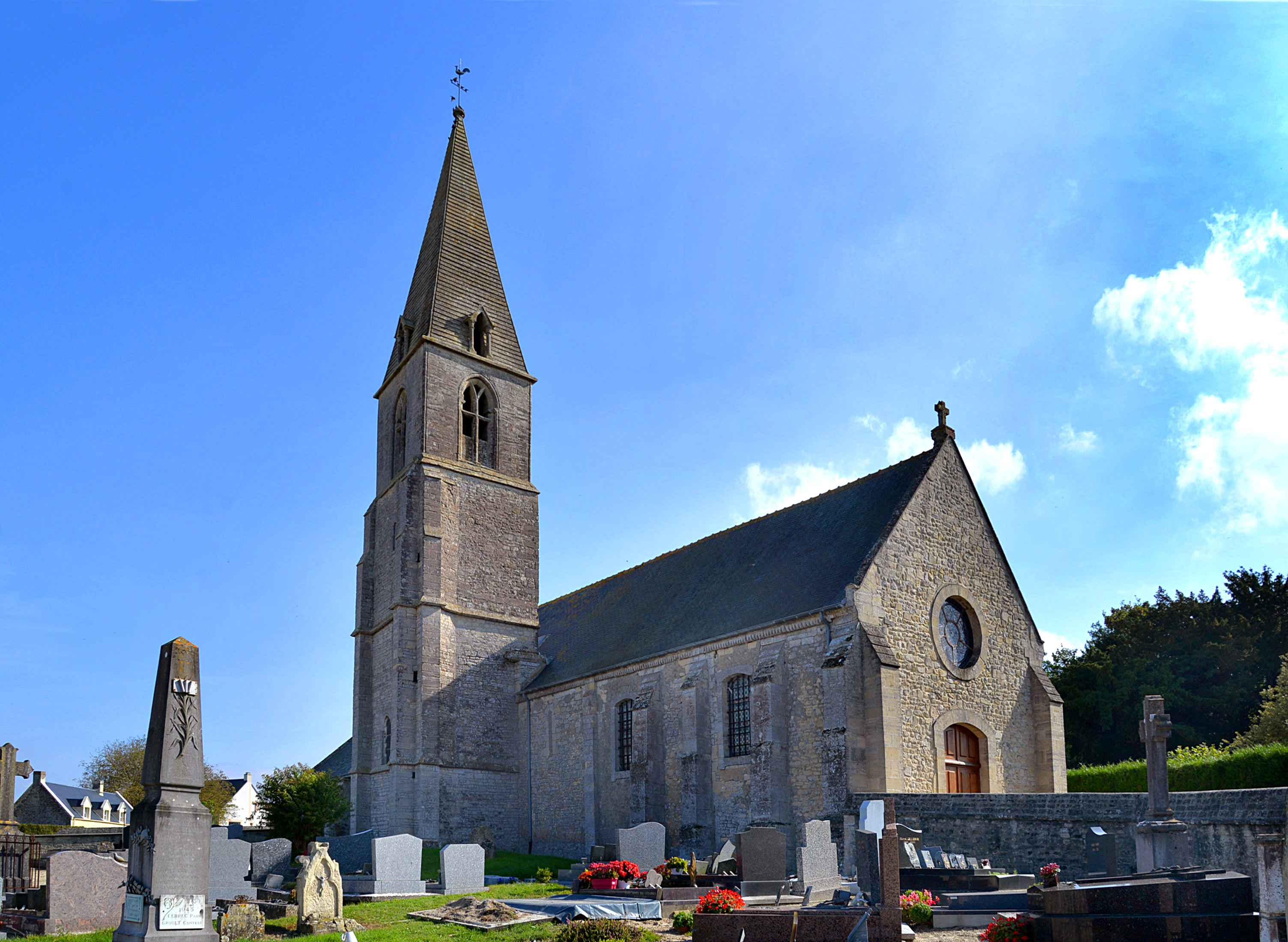
L'église Saint-Vigor.
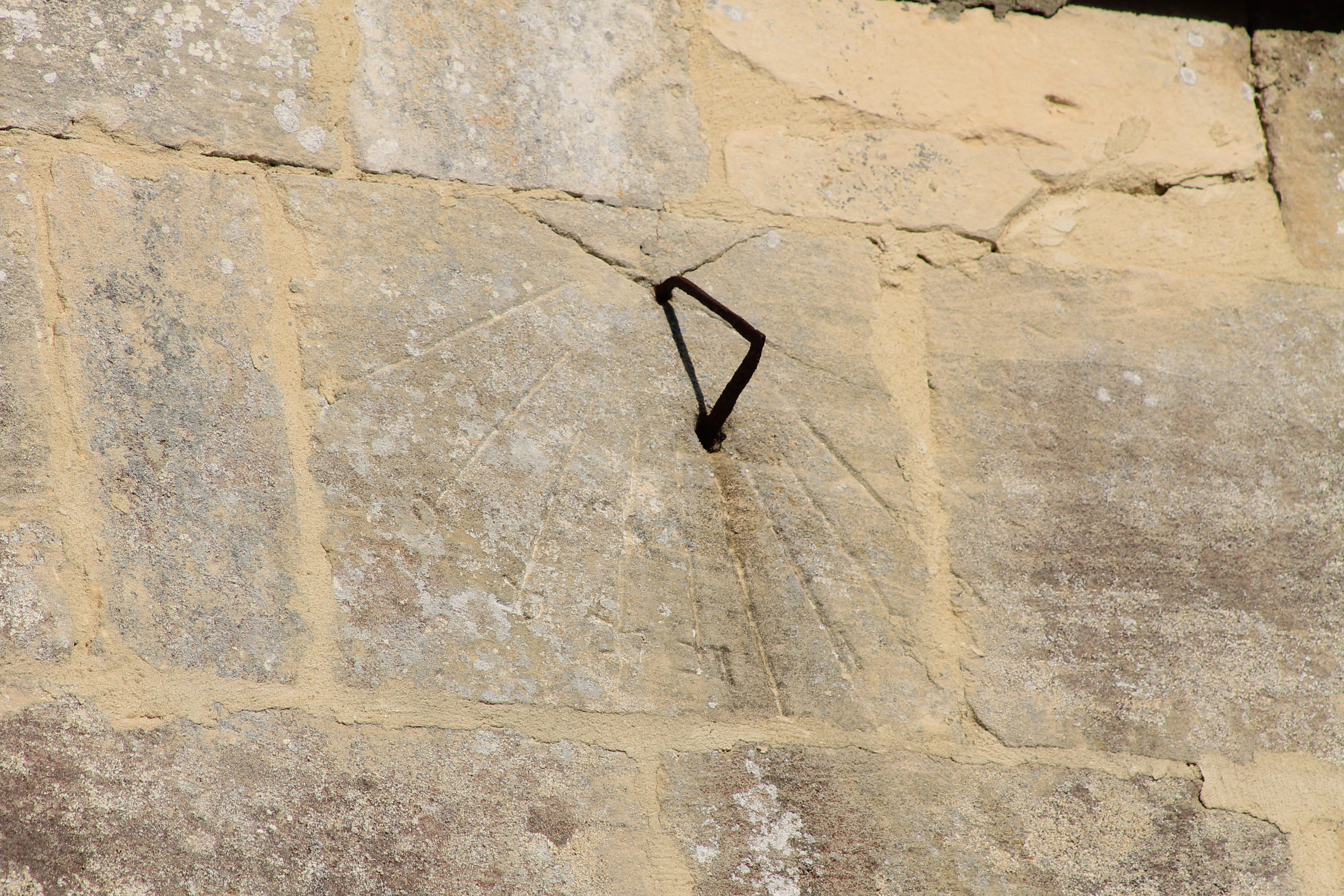
Petit cadran solaire sur la façade sud de l'église.
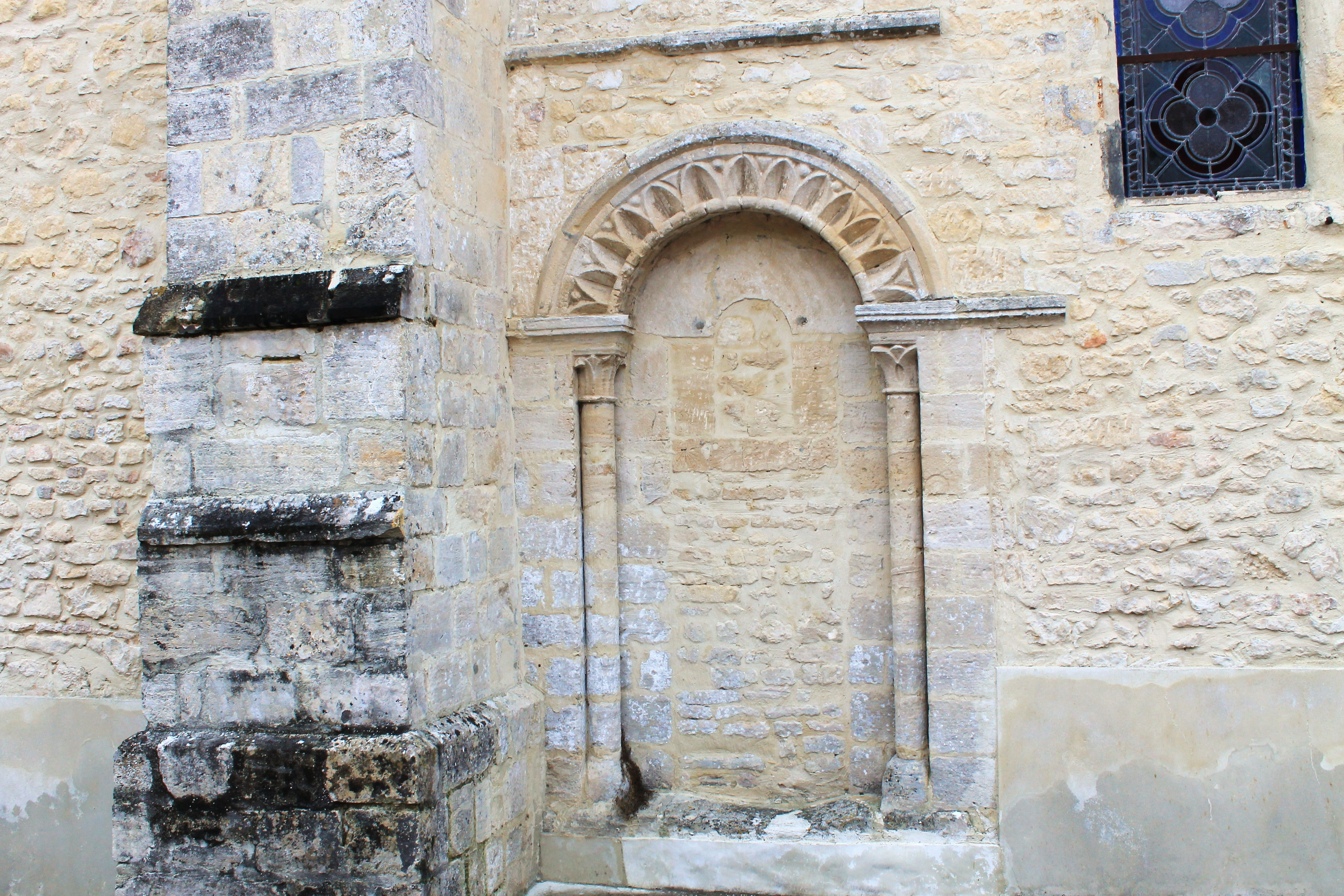
Porte aveugle permettant autrefois aux religieux de se rendre au prieuré.
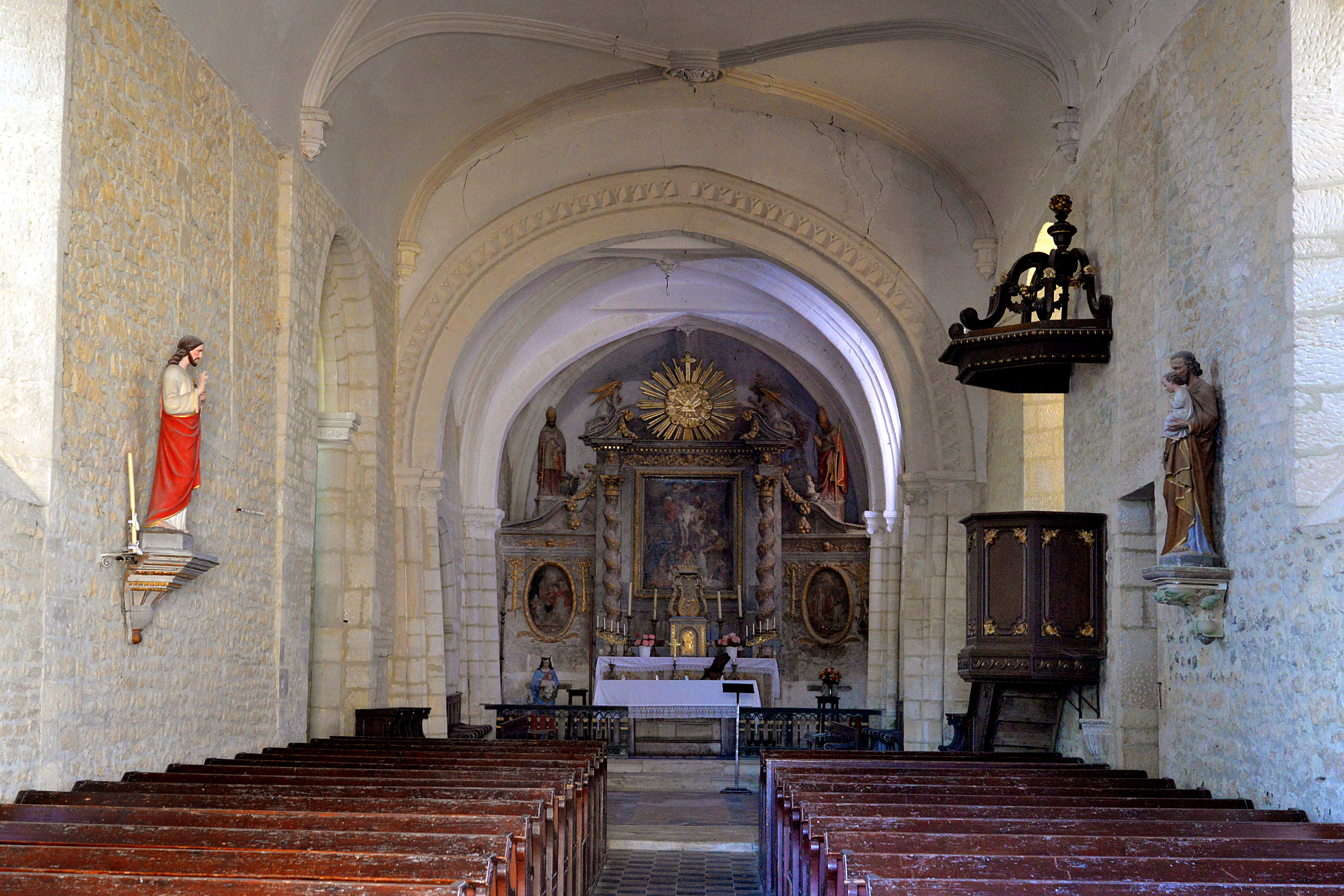
La nef de l'église.
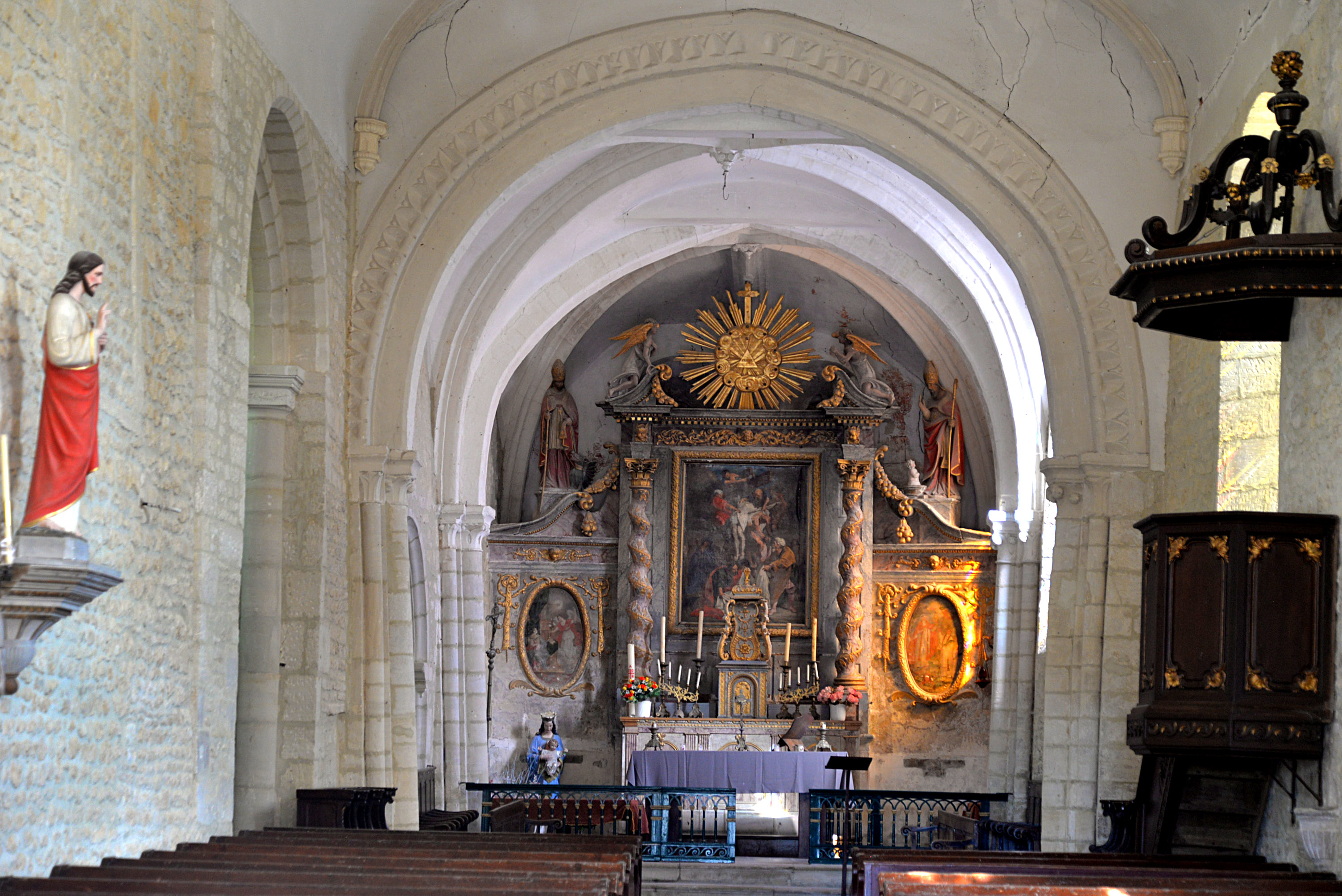
Le retable de l'église.